# Tour de la Communauté valencienne 2018
Le Tour de la Communauté valencienne 2018 (officiellement nommé Volta a la Comunitat Valenciana 2018) est la 69e édition de cette course cycliste par étapes masculine. Il a lieu en Espagne du 31 janvier au 4 février 2018. Il se déroule entre Orpesa et Valence sur un parcours de 691,8 km et fait partie du calendrier UCI Europe Tour 2018 en catégorie 2.1.
Il est remporté par Alejandro Valverde, de l'équipe Movistar, vainqueur de deux étapes. Il devance au classement général Luis León Sánchez et Jakob Fuglsang, tous deux membres de l'équipe Astana. Lauréat du Tour de la Communauté valencienne en 2004 et 2007, Alejandro Valverde remporte cette course pour la troisième fois.

## Présentation

### Parcours
Le Tour de la Communauté valencienne est tracé sur cinq étapes (dont un contre-la-montre) pour une distance totale de 691,8 kilomètres.

### Équipes
Classé en catégorie 2.1 de l'UCI Europe Tour, le Tour de la Communauté valencienne est par conséquent ouvert aux WorldTeams dans la limite de 50 % des équipes participantes, aux équipes continentales professionnelles, aux équipes continentales et aux équipes nationales.
Vingt-cinq équipes participent à ce Tour de la Communauté valencienne - 11 WorldTeams, 11 équipes continentales professionnelles et 3 équipes continentales :
| WorldTeams (11)- Movistar Team - Sky - BMC Racing Team - Katusha-Alpecin - Lotto NL-Jumbo - Bahrain-Merida - Mitchelton-Scott - EF Education First-Drapac p/b Cannondale - AG2R La Mondiale - Astana - Dimension Data Équipes continentales professionnelles (11)- CCC Sprandi Polkowice - Cofidis, Solutions Crédits - Gazprom-RusVelo - Sport Vlaanderen-Baloise - Israel Cycling Academy - Direct Énergie - Rally Cycling - Caja Rural-Seguros RGA - Euskadi Basque Country-Murias - Burgos-BH - Nippo-Vini Fantini-Europa Ovini Équipes continentales (3)- Polartec-Kometa - Fundación Euskadi - Inteja-Dominican cycling team |
| |

## Étapes
| Étape     | Date     | Villes étapes               | type                         | Distance (km) | Vainqueur d'étape  | Leader du classement général |
| --------- | -------- | --------------------------- | ---------------------------- | ------------- | ------------------ | ---------------------------- |
| 1re étape | 31 janv. | Oropesa del Mar – Peníscola | étape de plaine              | 191,5         | Danny van Poppel   | Danny van Poppel             |
| 2e étape  | 1 fév.   | Bétera – Albuixech          | étape de moyenne montagne    | 154           | Alejandro Valverde | Alejandro Valverde           |
| 3e étape  | 2 fév.   | Benitachell – Calp          | contre-la-montre par équipes | 23,2          | BMC Racing Team    | Alejandro Valverde           |
| 4e étape  | 3 fév.   | Orihuela – Cocentaina       | étape de montagne            | 184,2         | Alejandro Valverde | Alejandro Valverde           |
| 5e étape  | 4 fév.   | Paterna – Valence           | étape de plaine              | 135,2         | Jürgen Roelandts   | Alejandro Valverde           |

## Déroulement de la course
Quatre coureurs, Francisco Mancebo (Inteja DC), José Manuel Díaz (Israel Cycling Academy), Ibai Salas (Burgos BH) et Paul Ourselin (Direct Énergie), s'échappent durant la première étape. Ils sont repris à 17 km de l'arrivée par le peloton, mené par les équipes LottoNL-Jumbo, EF-Drapac, Movistar et Euskadi-Murias. La chute de deux coureurs d'EF-Drapac désorganise le peloton dans les derniers kilomètres et permet à Gianni Moscon de prendre quelques secondes d'avance. Il est rattrapé dans le dernier kilomètre. Bien lancé par ses coéquipiers, Danny van Poppel (LottoNL-Jumbo) s'impose devant Luka Mezgec (Mitchelton-Scott) et Jürgen Roelandts (BMC), et prend la première place du classement général.
Le parcours accidenté (5 côtes répertoriées) de la deuxième étape voit une échappée de cinq coureurs se développer. Parmi eux, Garikoitz Bravo (Euskadi-Murias) passe les trois premiers sommets en tête et prend la première place du classement de la montagne. Les équipes Sky et Lotto NL-Jumbo réduisent l'avance des attaquants, qui seront rattrapés. Dans la dernière asciension, à trente kilomètres de l'arrivée, les coureurs de Sky font craquer Danny van Poppel. Jakob Fuglsang (Astana) attaque en fin d'ascension, dans la partie la plus difficile.  Alejandro Valverde accélère et le rejoint. Dans le début de la descente, Luis Leon Sanchez, coéquipier de Fuglsang chez Astana, en fait de même. Ce trio coopère et résiste à ses poursuivants, emmenés notamment par les coureurs de Sky. À l'arrivée, Valverde parvient à se jouer des deux coureurs d'Astana pour s'imposer au sprint. Il obtient là sa première victoire depuis sa chute au Tour de France 2017. Il prend la tête du classement général, avec 4 secondes d'avance sur Sanchez, 6 sur Fuglsang.
Le contre-la-montre de 23 kilomètres entre El Poble Nou de Benitatxell et Calp est remporté par BMC, avec plus d'une minute d'avance sur l'équipe Astana, deuxième. Cette étape ne compte cependant pas pour le classement général. L'organisation de course a pris cette décision à cause des conditions météorologiques. Certaines équipes se sont notamment inquiétées les nombreuses flaques d'eau sur la route. La neutralisation du temps ayant été annoncée avant le départ de l'étape, toutes les équipes n'ont pas disputé l'étape avec l'objectif d'y réaliser une performance. C'est notamment le cas de la Movistar, dont le leader Alejandro Valverde conserve la première place du classement général ,.
Sept coureurs passent la majorité de l'étape-reine (4e étape) en échappée : Juan Camacho (Polartec-Kometa) , Reto Hollestein (Katusha Alpecin),  Ion Insausti (Team Euskadi),  Vasil Kiryenka  (Sky), Cristian Rodríguez (Caja Rural-Seguros RGA), Egoitz Sáez (Team Euskadi) et Preben Van Hecke (Sport Vlaanderen-Baloise). Ce dernier passe quatre des sept ascensions du jour en première position et remporte ainsi le classement de la montagne. Le Polonais Michal Kwiatkowski (Sky) rejoint son coéquipier Kiryenka en tête de course et son accélération réduit le groupe de tête à cinq coureurs. L'équipe Astana, qui mène leur poursuite, réduit leur avance à l'approche de l'ascension finale. Cette situation permet à plusieurs coureurs, dont Giovanni Visconti, de revenir sur la tête de course. Dans le faux-plat en début d'ascension, seul  Kwiatkowski parvient à suivre Visconti. Ce dernier part ensuite seul, mais est repris dans les derniers kilomètres. Dans le groupe des favoris, Valverde, isolé, a surveillé ses adversaires, notamment ceux de l'équipe Astana. A deux kilomètres de l'arrivée,  Adam Yates (Mitchelton-Scott) parvient à s'extraire du groupe, après plusieurs tentatives. La victoire lui semble acquise. Valverde attaque cependant à son tour dans les derniers hectomètres et s'impose pour la deuxième fois sur ce tour. Il compte désormais 14  secondes d'avance sur Luis Leon Sanchez au classement général et 26 sur Jakob Fuglsang .
Durant la dernière étape, promise à un sprint, l'équipe Movistar contrôle l'échappée formée par Michal Kwiatkowski (Sky), Stefan Küng (BMC Racing), Domen Novak (Bahrain Merida), Rein Taaramae (Direct Énergie) et Thomas Sprengers (Sport Vlaanderen-Baloise). Emmené ensuite par les équipes de sprinters, le peloton rattrape Stefan Küng à moins de dix kilomètres de l'arrivée. Oliver Naesen (AG2R), en tête du peloton durant les derniers kilomètres glisse dans le dernier virage. L'étape est remportée au sprint par Jürgen Roelandts (BMC) devant Danny van Poppel (LottoNL-Jumbo). De retour en compétition après une opération à la hanche durant l'été 2017, Roelandts obtient sa première victoire individuelle depuis 2013. La première place au classement général d'Alejandro Valverde n'est pas menacée durant l'étape,.

### 1reétape
| Classement | Classement         | Classement  | Classement                      | Classement         |
|            | Coureur            | Pays        | Équipe                          | Temps              |
| ---------- | ------------------ | ----------- | ------------------------------- | ------------------ |
| 1er        | Danny van Poppel   | Pays-Bas    | Lotto NL-Jumbo                  | en 4 h 34 min 13 s |
| 2e         | Luka Mezgec        | Slovénie    | Mitchelton-Scott                | + 0 s              |
| 3e         | Jürgen Roelandts   | Belgique    | BMC Racing                      | + 0 s              |
| 4e         | Daniel McLay       | Royaume-Uni | EF Education First-Drapac       | + 0 s              |
| 5e         | Clément Venturini  | France      | AG2R La Mondiale                | + 0 s              |
| 6e         | Hugo Hofstetter    | France      | Cofidis                         | + 0 s              |
| 7e         | Michał Kwiatkowski | Pologne     | Sky                             | + 0 s              |
| 8e         | Oliver Naesen      | Belgique    | AG2R La Mondiale                | + 0 s              |
| 9e         | Marco Canola       | Italie      | Nippo-Vini Fantini-Europa Ovini | + 0 s              |
| 10e        | Angélo Tulik       | France      | Direct Énergie                  | + 0 s              |
| modifier   |                    |             |                                 |                    |

| \| Classement général \| Classement général \| Classement général \| Classement général \| Classement général \| \| Coureur \| Coureur \| Pays \| Équipe \| Temps \| \| ------------------ \| ------------------ \| ------------------ \| ------------------------------- \| ------------------ \| \| 1er \| Danny van Poppel \| Pays-Bas \| LottoNL-Jumbo \| 4 h 34 min 03 s \| \| 2e \| Luka Mezgec \| Slovénie \| Mitchelton-Scott \| + 4 s \| \| 3e \| Jürgen Roelandts \| Belgique \| BMC Racing Team \| + 6 s \| \| 4e \| Daniel McLay \| Royaume-Uni \| EF Education First-Drapac \| + 10 s \| \| 5e \| Clément Venturini \| France \| AG2R La Mondiale \| + 10 s \| \| 6e \| Hugo Hofstetter \| France \| Cofidis, Solutions Crédits \| + 10 s \| \| 7e \| Michał Kwiatkowski \| Pologne \| Team Sky \| + 10 s \| \| 8e \| Oliver Naesen \| Belgique \| AG2R La Mondiale \| + 10 s \| \| 9e \| Marco Canola \| Italie \| Nippo-Vini Fantini-Europa Ovini \| + 10 s \| \| 10e \| Angélo Tulik \| France \| Direct Énergie \| + 10 s \| |                    |             |                                 |                 |
| |                    |             |                                 |                 |
| |                    |             |                                 |                 |
| Classement général |                    |             |                                 |                 |
| Coureur | Coureur            | Pays        | Équipe                          | Temps           |
| 1er | Danny van Poppel   | Pays-Bas    | LottoNL-Jumbo                   | 4 h 34 min 03 s |
| 2e | Luka Mezgec        | Slovénie    | Mitchelton-Scott                | + 4 s           |
| 3e | Jürgen Roelandts   | Belgique    | BMC Racing Team                 | + 6 s           |
| 4e | Daniel McLay       | Royaume-Uni | EF Education First-Drapac       | + 10 s          |
| 5e | Clément Venturini  | France      | AG2R La Mondiale                | + 10 s          |
| 6e | Hugo Hofstetter    | France      | Cofidis, Solutions Crédits      | + 10 s          |
| 7e | Michał Kwiatkowski | Pologne     | Team Sky                        | + 10 s          |
| 8e | Oliver Naesen      | Belgique    | AG2R La Mondiale                | + 10 s          |
| 9e | Marco Canola       | Italie      | Nippo-Vini Fantini-Europa Ovini | + 10 s          |
| 10e | Angélo Tulik       | France      | Direct Énergie                  | + 10 s          |

### 2eétape
| \| Classement de l'étape \| Classement de l'étape \| Classement de l'étape \| Classement de l'étape \| Classement de l'étape \| \| Coureur \| Coureur \| Pays \| Équipe \| Temps \| \| --------------------- \| --------------------- \| --------------------- \| ---------------------- \| --------------------- \| \| 1er \| Alejandro Valverde \| Espagne \| Movistar Team \| 3 h 53 min 55 s \| \| 2e \| Luis León Sánchez \| Espagne \| Astana \| + 0 s \| \| 3e \| Jakob Fuglsang \| Danemark \| Astana \| + 0 s \| \| 4e \| Giovanni Visconti \| Italie \| Bahrain-Merida \| + 19 s \| \| 5e \| Greg Van Avermaet \| Belgique \| BMC Racing Team \| + 19 s \| \| 6e \| Merhawi Kudus \| Érythrée \| Dimension Data \| + 19 s \| \| 7e \| Pello Bilbao \| Espagne \| Astana \| + 19 s \| \| 8e \| Alexis Vuillermoz \| France \| AG2R La Mondiale \| + 19 s \| \| 9e \| Ben Hermans \| Belgique \| Israel Cycling Academy \| + 19 s \| \| 10e \| Adam Yates \| Royaume-Uni \| Mitchelton-Scott \| + 19 s \| |                    |             |                        |                 |
| |                    |             |                        |                 |
| |                    |             |                        |                 |
| Classement de l'étape |                    |             |                        |                 |
| Coureur | Coureur            | Pays        | Équipe                 | Temps           |
| 1er | Alejandro Valverde | Espagne     | Movistar Team          | 3 h 53 min 55 s |
| 2e | Luis León Sánchez  | Espagne     | Astana                 | + 0 s           |
| 3e | Jakob Fuglsang     | Danemark    | Astana                 | + 0 s           |
| 4e | Giovanni Visconti  | Italie      | Bahrain-Merida         | + 19 s          |
| 5e | Greg Van Avermaet  | Belgique    | BMC Racing Team        | + 19 s          |
| 6e | Merhawi Kudus      | Érythrée    | Dimension Data         | + 19 s          |
| 7e | Pello Bilbao       | Espagne     | Astana                 | + 19 s          |
| 8e | Alexis Vuillermoz  | France      | AG2R La Mondiale       | + 19 s          |
| 9e | Ben Hermans        | Belgique    | Israel Cycling Academy | + 19 s          |
| 10e | Adam Yates         | Royaume-Uni | Mitchelton-Scott       | + 19 s          |

| \| Classement général \| Classement général \| Classement général \| Classement général \| Classement général \| \| Coureur \| Coureur \| Pays \| Équipe \| Temps \| \| ------------------ \| ------------------ \| ------------------ \| ------------------ \| ------------------ \| \| 1er \| Alejandro Valverde \| Espagne \| Movistar Team \| 8 h 27 min 58 s \| \| 2e \| Luis León Sánchez \| Espagne \| Astana \| + 4 s \| \| 3e \| Jakob Fuglsang \| Danemark \| Astana \| + 6 s \| \| 4e \| Wout Poels \| Pays-Bas \| Team Sky \| + 29 s \| \| 5e \| Diego Rosa \| Italie \| Team Sky \| + 29 s \| \| 6e \| Pello Bilbao \| Espagne \| Astana \| + 29 s \| \| 7e \| Greg Van Avermaet \| Belgique \| BMC Racing Team \| + 29 s \| \| 8e \| David de la Cruz \| Espagne \| Team Sky \| + 29 s \| \| 9e \| Primož Roglič \| Slovénie \| LottoNL-Jumbo \| + 29 s \| \| 10e \| Brent Bookwalter \| États-Unis \| BMC Racing Team \| + 29 s \| |                    |            |                 |                 |
| |                    |            |                 |                 |
| |                    |            |                 |                 |
| Classement général |                    |            |                 |                 |
| Coureur | Coureur            | Pays       | Équipe          | Temps           |
| 1er | Alejandro Valverde | Espagne    | Movistar Team   | 8 h 27 min 58 s |
| 2e | Luis León Sánchez  | Espagne    | Astana          | + 4 s           |
| 3e | Jakob Fuglsang     | Danemark   | Astana          | + 6 s           |
| 4e | Wout Poels         | Pays-Bas   | Team Sky        | + 29 s          |
| 5e | Diego Rosa         | Italie     | Team Sky        | + 29 s          |
| 6e | Pello Bilbao       | Espagne    | Astana          | + 29 s          |
| 7e | Greg Van Avermaet  | Belgique   | BMC Racing Team | + 29 s          |
| 8e | David de la Cruz   | Espagne    | Team Sky        | + 29 s          |
| 9e | Primož Roglič      | Slovénie   | LottoNL-Jumbo   | + 29 s          |
| 10e | Brent Bookwalter   | États-Unis | BMC Racing Team | + 29 s          |

### 3eétape
| \| Classement de l'étape \| Classement de l'étape \| Classement de l'étape \| Classement de l'étape \| Classement de l'étape \| Classement de l'étape \| \| Équipe \| Équipe \| Pays \| Temps \| Écart de temps \| Vitesse moy. \| \| --------------------- \| ----------------------------- \| --------------------- \| --------------------- \| --------------------- \| --------------------- \| \| 1re \| BMC Racing Team \| États-Unis \| 27 min 24 s \| \| 50.772 km/h \| \| 2e \| Astana \| Kazakhstan \| 28 min 32 s \| + 1 min 08 s \| 48.757 km/h \| \| 3e \| AG2R La Mondiale \| France \| 28 min 36 s \| + 1 min 12 s \| 48.643 km/h \| \| 4e \| Gazprom-RusVelo \| Russie \| 29 min 00 s \| + 1 min 36 s \| 47.972 km/h \| \| 5e \| CCC Sprandi Polkowice \| Pologne \| 29 min 00 s \| + 1 min 36 s \| 47.972 km/h \| \| 6e \| Katusha-Alpecin \| Suisse \| 29 min 07 s \| + 1 min 43 s \| 47.780 km/h \| \| 7e \| Euskadi Basque Country-Murias \| Espagne \| 29 min 10 s \| + 1 min 46 s \| 47.698 km/h \| \| 8e \| Sport Vlaanderen-Baloise \| Belgique \| 29 min 18 s \| + 1 min 54 s \| 47.482 km/h \| \| 9e \| Cofidis, Solutions Crédits \| France \| 29 min 38 s \| + 2 min 14 s \| 46.974 km/h \| \| 10e \| Direct Énergie \| France \| 29 min 39 s \| + 2 min 15 s \| 46.948 km/h \| |                               |            |             |                |              |
| |                               |            |             |                |              |
| |                               |            |             |                |              |
| Classement de l'étape |                               |            |             |                |              |
| Équipe | Équipe                        | Pays       | Temps       | Écart de temps | Vitesse moy. |
| 1re | BMC Racing Team               | États-Unis | 27 min 24 s |                | 50.772 km/h  |
| 2e | Astana                        | Kazakhstan | 28 min 32 s | + 1 min 08 s   | 48.757 km/h  |
| 3e | AG2R La Mondiale              | France     | 28 min 36 s | + 1 min 12 s   | 48.643 km/h  |
| 4e | Gazprom-RusVelo               | Russie     | 29 min 00 s | + 1 min 36 s   | 47.972 km/h  |
| 5e | CCC Sprandi Polkowice         | Pologne    | 29 min 00 s | + 1 min 36 s   | 47.972 km/h  |
| 6e | Katusha-Alpecin               | Suisse     | 29 min 07 s | + 1 min 43 s   | 47.780 km/h  |
| 7e | Euskadi Basque Country-Murias | Espagne    | 29 min 10 s | + 1 min 46 s   | 47.698 km/h  |
| 8e | Sport Vlaanderen-Baloise      | Belgique   | 29 min 18 s | + 1 min 54 s   | 47.482 km/h  |
| 9e | Cofidis, Solutions Crédits    | France     | 29 min 38 s | + 2 min 14 s   | 46.974 km/h  |
| 10e | Direct Énergie                | France     | 29 min 39 s | + 2 min 15 s   | 46.948 km/h  |

| \| Classement général \| Classement général \| Classement général \| Classement général \| Classement général \| \| Coureur \| Coureur \| Pays \| Équipe \| Temps \| \| ------------------ \| ------------------ \| ------------------ \| ------------------ \| ------------------ \| \| 1er \| Alejandro Valverde \| Espagne \| Movistar Team \| 8 h 27 min 58 s \| \| 2e \| Luis León Sánchez \| Espagne \| Astana \| + 4 s \| \| 3e \| Jakob Fuglsang \| Danemark \| Astana \| + 6 s \| \| 4e \| Wout Poels \| Pays-Bas \| Team Sky \| + 29 s \| \| 5e \| Diego Rosa \| Italie \| Team Sky \| + 29 s \| \| 6e \| Pello Bilbao \| Espagne \| Astana \| + 29 s \| \| 7e \| Greg Van Avermaet \| Belgique \| BMC Racing Team \| + 29 s \| \| 8e \| David de la Cruz \| Espagne \| Team Sky \| + 29 s \| \| 9e \| Primož Roglič \| Slovénie \| LottoNL-Jumbo \| + 29 s \| \| 10e \| Brent Bookwalter \| États-Unis \| BMC Racing Team \| + 29 s \| |                    |            |                 |                 |
| |                    |            |                 |                 |
| |                    |            |                 |                 |
| Classement général |                    |            |                 |                 |
| Coureur | Coureur            | Pays       | Équipe          | Temps           |
| 1er | Alejandro Valverde | Espagne    | Movistar Team   | 8 h 27 min 58 s |
| 2e | Luis León Sánchez  | Espagne    | Astana          | + 4 s           |
| 3e | Jakob Fuglsang     | Danemark   | Astana          | + 6 s           |
| 4e | Wout Poels         | Pays-Bas   | Team Sky        | + 29 s          |
| 5e | Diego Rosa         | Italie     | Team Sky        | + 29 s          |
| 6e | Pello Bilbao       | Espagne    | Astana          | + 29 s          |
| 7e | Greg Van Avermaet  | Belgique   | BMC Racing Team | + 29 s          |
| 8e | David de la Cruz   | Espagne    | Team Sky        | + 29 s          |
| 9e | Primož Roglič      | Slovénie   | LottoNL-Jumbo   | + 29 s          |
| 10e | Brent Bookwalter   | États-Unis | BMC Racing Team | + 29 s          |

### 4eétape
| \| Classement de l'étape \| Classement de l'étape \| Classement de l'étape \| Classement de l'étape \| Classement de l'étape \| \| Coureur \| Coureur \| Pays \| Équipe \| Temps \| \| --------------------- \| --------------------- \| --------------------- \| -------------------------- \| --------------------- \| \| 1er \| Alejandro Valverde \| Espagne \| Movistar Team \| 4 h 48 min 35 s \| \| 2e \| Adam Yates \| Royaume-Uni \| Mitchelton-Scott \| + 4 s \| \| 3e \| Luis León Sánchez \| Espagne \| Astana \| + 4 s \| \| 4e \| Jesús Herrada \| Espagne \| Cofidis, Solutions Crédits \| + 9 s \| \| 5e \| Primož Roglič \| Slovénie \| LottoNL-Jumbo \| + 10 s \| \| 6e \| Jakob Fuglsang \| Danemark \| Astana \| + 10 s \| \| 7e \| Pello Bilbao \| Espagne \| Astana \| + 15 s \| \| 8e \| Roman Kreuziger \| Tchéquie \| Mitchelton-Scott \| + 18 s \| \| 9e \| Kilian Frankiny \| Suisse \| BMC Racing Team \| + 24 s \| \| 10e \| Ben Hermans \| Belgique \| Israel Cycling Academy \| + 30 s \| |                    |             |                            |                 |
| |                    |             |                            |                 |
| |                    |             |                            |                 |
| Classement de l'étape |                    |             |                            |                 |
| Coureur | Coureur            | Pays        | Équipe                     | Temps           |
| 1er | Alejandro Valverde | Espagne     | Movistar Team              | 4 h 48 min 35 s |
| 2e | Adam Yates         | Royaume-Uni | Mitchelton-Scott           | + 4 s           |
| 3e | Luis León Sánchez  | Espagne     | Astana                     | + 4 s           |
| 4e | Jesús Herrada      | Espagne     | Cofidis, Solutions Crédits | + 9 s           |
| 5e | Primož Roglič      | Slovénie    | LottoNL-Jumbo              | + 10 s          |
| 6e | Jakob Fuglsang     | Danemark    | Astana                     | + 10 s          |
| 7e | Pello Bilbao       | Espagne     | Astana                     | + 15 s          |
| 8e | Roman Kreuziger    | Tchéquie    | Mitchelton-Scott           | + 18 s          |
| 9e | Kilian Frankiny    | Suisse      | BMC Racing Team            | + 24 s          |
| 10e | Ben Hermans        | Belgique    | Israel Cycling Academy     | + 30 s          |

| \| Classement général \| Classement général \| Classement général \| Classement général \| Classement général \| \| Coureur \| Coureur \| Pays \| Équipe \| Temps \| \| ------------------ \| ------------------ \| ------------------ \| -------------------------- \| ------------------ \| \| 1er \| Alejandro Valverde \| Espagne \| Movistar Team \| 13 h 16 min 23 s \| \| 2e \| Luis León Sánchez \| Espagne \| Astana \| + 14 s \| \| 3e \| Jakob Fuglsang \| Danemark \| Astana \| + 26 s \| \| 4e \| Adam Yates \| Royaume-Uni \| Mitchelton-Scott \| + 37 s \| \| 5e \| Jesús Herrada \| Espagne \| Cofidis, Solutions Crédits \| + 48 s \| \| 6e \| Primož Roglič \| Slovénie \| LottoNL-Jumbo \| + 49 s \| \| 7e \| Pello Bilbao \| Espagne \| Astana \| + 54 s \| \| 8e \| Roman Kreuziger \| Tchéquie \| Mitchelton-Scott \| + 57 s \| \| 9e \| Kilian Frankiny \| Suisse \| BMC Racing Team \| + 1 min 03 s \| \| 10e \| Amaro Antunes \| Portugal \| CCC Sprandi Polkowice \| + 1 min 09 s \| |                    |             |                            |                  |
| |                    |             |                            |                  |
| |                    |             |                            |                  |
| Classement général |                    |             |                            |                  |
| Coureur | Coureur            | Pays        | Équipe                     | Temps            |
| 1er | Alejandro Valverde | Espagne     | Movistar Team              | 13 h 16 min 23 s |
| 2e | Luis León Sánchez  | Espagne     | Astana                     | + 14 s           |
| 3e | Jakob Fuglsang     | Danemark    | Astana                     | + 26 s           |
| 4e | Adam Yates         | Royaume-Uni | Mitchelton-Scott           | + 37 s           |
| 5e | Jesús Herrada      | Espagne     | Cofidis, Solutions Crédits | + 48 s           |
| 6e | Primož Roglič      | Slovénie    | LottoNL-Jumbo              | + 49 s           |
| 7e | Pello Bilbao       | Espagne     | Astana                     | + 54 s           |
| 8e | Roman Kreuziger    | Tchéquie    | Mitchelton-Scott           | + 57 s           |
| 9e | Kilian Frankiny    | Suisse      | BMC Racing Team            | + 1 min 03 s     |
| 10e | Amaro Antunes      | Portugal    | CCC Sprandi Polkowice      | + 1 min 09 s     |

### 5eétape
| \| Classement de l'étape \| Classement de l'étape \| Classement de l'étape \| Classement de l'étape \| Classement de l'étape \| \| Coureur \| Coureur \| Pays \| Équipe \| Temps \| \| --------------------- \| --------------------- \| --------------------- \| ------------------------------- \| --------------------- \| \| 1er \| Jürgen Roelandts \| Belgique \| BMC Racing Team \| 2 h 58 min 26 s \| \| 2e \| Danny van Poppel \| Pays-Bas \| LottoNL-Jumbo \| + 0 s \| \| 3e \| Clément Venturini \| France \| AG2R La Mondiale \| + 1 s \| \| 4e \| Nelson Soto \| Colombie \| Caja Rural-Seguros RGA \| + 1 s \| \| 5e \| Baptiste Planckaert \| Belgique \| Katusha-Alpecin \| + 1 s \| \| 6e \| Christophe Noppe \| Belgique \| Sport Vlaanderen-Baloise \| + 1 s \| \| 7e \| Marco Canola \| Italie \| Nippo-Vini Fantini-Europa Ovini \| + 1 s \| \| 8e \| Yevgeniy Gidich \| Kazakhstan \| Astana \| + 1 s \| \| 9e \| Jonas Koch \| Allemagne \| CCC Sprandi Polkowice \| + 1 s \| \| 10e \| Hugo Hofstetter \| France \| Cofidis, Solutions Crédits \| + 1 s \| |                     |            |                                 |                 |
| |                     |            |                                 |                 |
| |                     |            |                                 |                 |
| Classement de l'étape |                     |            |                                 |                 |
| Coureur | Coureur             | Pays       | Équipe                          | Temps           |
| 1er | Jürgen Roelandts    | Belgique   | BMC Racing Team                 | 2 h 58 min 26 s |
| 2e | Danny van Poppel    | Pays-Bas   | LottoNL-Jumbo                   | + 0 s           |
| 3e | Clément Venturini   | France     | AG2R La Mondiale                | + 1 s           |
| 4e | Nelson Soto         | Colombie   | Caja Rural-Seguros RGA          | + 1 s           |
| 5e | Baptiste Planckaert | Belgique   | Katusha-Alpecin                 | + 1 s           |
| 6e | Christophe Noppe    | Belgique   | Sport Vlaanderen-Baloise        | + 1 s           |
| 7e | Marco Canola        | Italie     | Nippo-Vini Fantini-Europa Ovini | + 1 s           |
| 8e | Yevgeniy Gidich     | Kazakhstan | Astana                          | + 1 s           |
| 9e | Jonas Koch          | Allemagne  | CCC Sprandi Polkowice           | + 1 s           |
| 10e | Hugo Hofstetter     | France     | Cofidis, Solutions Crédits      | + 1 s           |

## Classements finals

### Classement général final
| \| Classement général \| Classement général \| Classement général \| Classement général \| Classement général \| \| Coureur \| Coureur \| Pays \| Équipe \| Temps \| \| ------------------ \| ------------------ \| ------------------ \| -------------------------- \| ------------------ \| \| 1er \| Alejandro Valverde \| Espagne \| Movistar Team \| 16 h 14 min 53 s \| \| 2e \| Luis León Sánchez \| Espagne \| Astana \| + 14 s \| \| 3e \| Jakob Fuglsang \| Danemark \| Astana \| + 26 s \| \| 4e \| Adam Yates \| Royaume-Uni \| Mitchelton-Scott \| + 37 s \| \| 5e \| Jesús Herrada \| Espagne \| Cofidis, Solutions Crédits \| + 48 s \| \| 6e \| Primož Roglič \| Slovénie \| LottoNL-Jumbo \| + 49 s \| \| 7e \| Pello Bilbao \| Espagne \| Astana \| + 54 s \| \| 8e \| Roman Kreuziger \| Tchéquie \| Mitchelton-Scott \| + 57 s \| \| 9e \| Kilian Frankiny \| Suisse \| BMC Racing Team \| + 1 min 03 s \| \| 10e \| Amaro Antunes \| Portugal \| CCC Sprandi Polkowice \| + 1 min 09 s \| \| 11e \| Ben Hermans \| Belgique \| Israel Cycling Academy \| + 1 min 09 s \| \| 12e \| Gianni Moscon \| Italie \| Team Sky \| + 1 min 13 s \| \| 13e \| Alexis Vuillermoz \| France \| AG2R La Mondiale \| + 1 min 17 s \| \| 14e \| David de la Cruz \| Espagne \| Team Sky \| + 1 min 17 s \| \| 15e \| Merhawi Kudus \| Érythrée \| Dimension Data \| + 1 min 21 s \| |                    |             |                            |                  |
| |                    |             |                            |                  |
| Sources : ProCyclingStats Cycling Archives |                    |             |                            |                  |
| Classement général |                    |             |                            |                  |
| Coureur | Coureur            | Pays        | Équipe                     | Temps            |
| 1er | Alejandro Valverde | Espagne     | Movistar Team              | 16 h 14 min 53 s |
| 2e | Luis León Sánchez  | Espagne     | Astana                     | + 14 s           |
| 3e | Jakob Fuglsang     | Danemark    | Astana                     | + 26 s           |
| 4e | Adam Yates         | Royaume-Uni | Mitchelton-Scott           | + 37 s           |
| 5e | Jesús Herrada      | Espagne     | Cofidis, Solutions Crédits | + 48 s           |
| 6e | Primož Roglič      | Slovénie    | LottoNL-Jumbo              | + 49 s           |
| 7e | Pello Bilbao       | Espagne     | Astana                     | + 54 s           |
| 8e | Roman Kreuziger    | Tchéquie    | Mitchelton-Scott           | + 57 s           |
| 9e | Kilian Frankiny    | Suisse      | BMC Racing Team            | + 1 min 03 s     |
| 10e | Amaro Antunes      | Portugal    | CCC Sprandi Polkowice      | + 1 min 09 s     |
| 11e | Ben Hermans        | Belgique    | Israel Cycling Academy     | + 1 min 09 s     |
| 12e | Gianni Moscon      | Italie      | Team Sky                   | + 1 min 13 s     |
| 13e | Alexis Vuillermoz  | France      | AG2R La Mondiale           | + 1 min 17 s     |
| 14e | David de la Cruz   | Espagne     | Team Sky                   | + 1 min 17 s     |
| 15e | Merhawi Kudus      | Érythrée    | Dimension Data             | + 1 min 21 s     |

### Classements annexes
| Classement du combiné | Classement du combiné | Classement du combiné | Classement du combiné         | Classement du combiné |
| Coureur               | Coureur               | Pays                  | Équipe                        | Points                |
| --------------------- | --------------------- | --------------------- | ----------------------------- | --------------------- |
| 1er                   | Thomas Sprengers      | Belgique              | Sport Vlaanderen-Baloise      | 56 pts                |
| 2e                    | Ibai Salas            | Espagne               | Burgos-BH                     | 100 pts               |
| 3e                    | Michał Kwiatkowski    | Pologne               | Team Sky                      | 106 pts               |
| 4e                    | Paul Ourselin         | France                | Direct Énergie                | 124 pts               |
| 5e                    | Mathias Van Gompel    | Belgique              | Sport Vlaanderen-Baloise      | 130 pts               |
| 6e                    | Jon Ander Insausti    | Espagne               | Bahrain-Merida                | 135 pts               |
| 7e                    | José Manuel Díaz      | Espagne               | Israel Cycling Academy        | 158 pts               |
| 8e                    | Jesús Alberto Rubio   | Espagne               | Inteja-Dominican cycling team | 179 pts               |

| Classement du combiné | Classement du combiné | Classement du combiné | Classement du combiné         | Classement du combiné |
| Coureur               | Coureur               | Pays                  | Équipe                        | Points                |
| --------------------- | --------------------- | --------------------- | ----------------------------- | --------------------- |
| 1er                   | Thomas Sprengers      | Belgique              | Sport Vlaanderen-Baloise      | 56 pts                |
| 2e                    | Ibai Salas            | Espagne               | Burgos-BH                     | 100 pts               |
| 3e                    | Michał Kwiatkowski    | Pologne               | Team Sky                      | 106 pts               |
| 4e                    | Paul Ourselin         | France                | Direct Énergie                | 124 pts               |
| 5e                    | Mathias Van Gompel    | Belgique              | Sport Vlaanderen-Baloise      | 130 pts               |
| 6e                    | Jon Ander Insausti    | Espagne               | Bahrain-Merida                | 135 pts               |
| 7e                    | José Manuel Díaz      | Espagne               | Israel Cycling Academy        | 158 pts               |
| 8e                    | Jesús Alberto Rubio   | Espagne               | Inteja-Dominican cycling team | 179 pts               |

| Classement de la montagne | Classement de la montagne | Classement de la montagne | Classement de la montagne | Classement de la montagne |
| Coureur                   | Coureur                   | Pays                      | Équipe                    | Points                    |
| ------------------------- | ------------------------- | ------------------------- | ------------------------- | ------------------------- |
| 1er                       | Preben Van Hecke          | Belgique                  | Sport Vlaanderen-Baloise  | 27 pts                    |
| 2e                        | Cristian Rodríguez        | Espagne                   | Caja Rural-Seguros RGA    | 21 pts                    |
| 3e                        | Alejandro Valverde        | Espagne                   | Movistar Team             | 20 pts                    |
| 4e                        | Mathias Van Gompel        | Belgique                  | Sport Vlaanderen-Baloise  | 17 pts                    |
| 5e                        | Garikoitz Bravo           | Espagne                   | Euskadi-Murias            | 17 pts                    |
| 6e                        | Luis León Sánchez         | Espagne                   | Astana                    | 12 pts                    |
| 7e                        | Jon Ander Insausti        | Espagne                   | Bahrain-Merida            | 11 pts                    |
| 8e                        | Jakob Fuglsang            | Danemark                  | Astana                    | 9 pts                     |
| 9e                        | Bryan Nauleau             | France                    | Direct Énergie            | 9 pts                     |
| 10e                       | Adam Yates                | Royaume-Uni               | Mitchelton-Scott          | 8 pts                     |

| Classement de la montagne | Classement de la montagne | Classement de la montagne | Classement de la montagne | Classement de la montagne |
| Coureur                   | Coureur                   | Pays                      | Équipe                    | Points                    |
| ------------------------- | ------------------------- | ------------------------- | ------------------------- | ------------------------- |
| 1er                       | Preben Van Hecke          | Belgique                  | Sport Vlaanderen-Baloise  | 27 pts                    |
| 2e                        | Cristian Rodríguez        | Espagne                   | Caja Rural-Seguros RGA    | 21 pts                    |
| 3e                        | Alejandro Valverde        | Espagne                   | Movistar Team             | 20 pts                    |
| 4e                        | Mathias Van Gompel        | Belgique                  | Sport Vlaanderen-Baloise  | 17 pts                    |
| 5e                        | Garikoitz Bravo           | Espagne                   | Euskadi-Murias            | 17 pts                    |
| 6e                        | Luis León Sánchez         | Espagne                   | Astana                    | 12 pts                    |
| 7e                        | Jon Ander Insausti        | Espagne                   | Bahrain-Merida            | 11 pts                    |
| 8e                        | Jakob Fuglsang            | Danemark                  | Astana                    | 9 pts                     |
| 9e                        | Bryan Nauleau             | France                    | Direct Énergie            | 9 pts                     |
| 10e                       | Adam Yates                | Royaume-Uni               | Mitchelton-Scott          | 8 pts                     |

| Classement du meilleur jeune | Classement du meilleur jeune | Classement du meilleur jeune | Classement du meilleur jeune | Classement du meilleur jeune |
| Coureur                      | Coureur                      | Pays                         | Équipe                       | Temps                        |
| ---------------------------- | ---------------------------- | ---------------------------- | ---------------------------- | ---------------------------- |
| 1er                          | Kilian Frankiny              | Suisse                       | BMC Racing Team              | 16 h 15 min 56 s             |
| 2e                           | Gianni Moscon                | Italie                       | Team Sky                     | + 10 s                       |
| 3e                           | Merhawi Kudus                | Érythrée                     | Dimension Data               | + 18 s                       |
| 4e                           | Neilson Powless              | États-Unis                   | LottoNL-Jumbo                | + 52 s                       |
| 5e                           | Matteo Fabbro                | Italie                       | Katusha-Alpecin              | + 1 min 01 s                 |
| 6e                           | Steff Cras                   | Belgique                     | Katusha-Alpecin              | + 3 min 20 s                 |
| 7e                           | Alex Aranburu                | Espagne                      | Caja Rural-Seguros RGA       | + 3 min 54 s                 |
| 8e                           | Jaime Rosón                  | Espagne                      | Movistar Team                | + 4 min 24 s                 |
| 9e                           | Aleksandr Vlasov             | Russie                       | Gazprom-RusVelo              | + 4 min 27 s                 |
| 10e                          | Luka Pibernik                | Slovénie                     | Bahrain-Merida               | + 4 min 33 s                 |

| Classement du meilleur jeune | Classement du meilleur jeune | Classement du meilleur jeune | Classement du meilleur jeune | Classement du meilleur jeune |
| Coureur                      | Coureur                      | Pays                         | Équipe                       | Temps                        |
| ---------------------------- | ---------------------------- | ---------------------------- | ---------------------------- | ---------------------------- |
| 1er                          | Kilian Frankiny              | Suisse                       | BMC Racing Team              | 16 h 15 min 56 s             |
| 2e                           | Gianni Moscon                | Italie                       | Team Sky                     | + 10 s                       |
| 3e                           | Merhawi Kudus                | Érythrée                     | Dimension Data               | + 18 s                       |
| 4e                           | Neilson Powless              | États-Unis                   | LottoNL-Jumbo                | + 52 s                       |
| 5e                           | Matteo Fabbro                | Italie                       | Katusha-Alpecin              | + 1 min 01 s                 |
| 6e                           | Steff Cras                   | Belgique                     | Katusha-Alpecin              | + 3 min 20 s                 |
| 7e                           | Alex Aranburu                | Espagne                      | Caja Rural-Seguros RGA       | + 3 min 54 s                 |
| 8e                           | Jaime Rosón                  | Espagne                      | Movistar Team                | + 4 min 24 s                 |
| 9e                           | Aleksandr Vlasov             | Russie                       | Gazprom-RusVelo              | + 4 min 27 s                 |
| 10e                          | Luka Pibernik                | Slovénie                     | Bahrain-Merida               | + 4 min 33 s                 |

| Classement par équipes | Classement par équipes        | Classement par équipes | Classement par équipes |
| Équipe                 | Équipe                        | Pays                   | Temps                  |
| ---------------------- | ----------------------------- | ---------------------- | ---------------------- |
| 1re                    | Astana                        | Kazakhstan             | 48 h 46 min 25 s       |
| 2e                     | Sky                           | Royaume-Uni            | + 2 min 13 s           |
| 3e                     | BMC Racing Team               | États-Unis             | + 2 min 29 s           |
| 4e                     | Mitchelton-Scott              | Australie              | + 3 min 30 s           |
| 5e                     | AG2R La Mondiale              | France                 | + 6 min 25 s           |
| 6e                     | Lotto NL-Jumbo                | Pays-Bas               | + 6 min 40 s           |
| 7e                     | Bahrain-Merida                | Bahreïn                | + 9 min 53 s           |
| 8e                     | Katusha-Alpecin               | Suisse                 | + 11 min 50 s          |
| 9e                     | CCC Sprandi Polkowice         | Pologne                | + 13 min 10 s          |
| 10e                    | Euskadi Basque Country-Murias | Espagne                | + 14 min 24 s          |

| Classement par équipes | Classement par équipes        | Classement par équipes | Classement par équipes |
| Équipe                 | Équipe                        | Pays                   | Temps                  |
| ---------------------- | ----------------------------- | ---------------------- | ---------------------- |
| 1re                    | Astana                        | Kazakhstan             | 48 h 46 min 25 s       |
| 2e                     | Sky                           | Royaume-Uni            | + 2 min 13 s           |
| 3e                     | BMC Racing Team               | États-Unis             | + 2 min 29 s           |
| 4e                     | Mitchelton-Scott              | Australie              | + 3 min 30 s           |
| 5e                     | AG2R La Mondiale              | France                 | + 6 min 25 s           |
| 6e                     | Lotto NL-Jumbo                | Pays-Bas               | + 6 min 40 s           |
| 7e                     | Bahrain-Merida                | Bahreïn                | + 9 min 53 s           |
| 8e                     | Katusha-Alpecin               | Suisse                 | + 11 min 50 s          |
| 9e                     | CCC Sprandi Polkowice         | Pologne                | + 13 min 10 s          |
| 10e                    | Euskadi Basque Country-Murias | Espagne                | + 14 min 24 s          |

## Classements UCI
La course attribue le même nombre de points pour l'UCI Europe Tour 2018 et le Classement mondial UCI (pour tous les coureurs).
| Position           | 1er | 2e | 3e | 4e | 5e | 6e | 7e | 8e | 9e | 10e | 11e | 12e | 13e à 15e | 16e à 25e |
| Classement général | 125 | 85 | 70 | 60 | 50 | 40 | 35 | 30 | 25 | 20  | 15  | 10  | 5         | 3         |
| Par étape          | 14  | 5  | 3  |    |    |    |    |    |    |     |     |     |           |           |
| Leader, par étape  | 3   |    |    |    |    |    |    |    |    |     |     |     |           |           |

| Points attribués | Points attribués   | Points attribués | Points attribués | Points attribués | Points attribués | Points attribués |
| Pos              | Coureur            | Équipe           | Général          | Étape            | Leader           | Total            |
| ---------------- | ------------------ | ---------------- | ---------------- | ---------------- | ---------------- | ---------------- |
| 1                | Alejandro Valverde | Movistar         | 125              | 28               | 9                | 162              |
| 2                | Luis León Sánchez  | Astana           | 85               | 8                | -                | 93               |
| 3                | Jakob Fuglsang     | Astana           | 70               | 3                | -                | 73               |
| 4                | Adam Yates         | Mitchelton-Scott | 60               | 5                | -                | 65               |
| 5                | Jesús Herrada      | Cofidis          | 50               | -                | -                | 50               |
| 6                | Primož Roglič      | Lotto NL-Jumbo   | 40               | -                | -                | 40               |
| 7                | Pello Bilbao       | Astana           | 35               | -                | -                | 35               |
| 8                | Roman Kreuziger    | Mitchelton-Scott | 30               | -                | -                | 30               |
| 9                | Kilian Frankiny    | BMC Racing       | 25               | -                | -                | 25               |
| 10               | Danny van Poppel   | Lotto NL-Jumbo   | -                | 19               | 3                | 22               |

## Évolution des classements
| Étape            | Vainqueur          | Classement général | Classement de la montagne | Classement du meilleur jeune | Classement du combiné | Classement par équipes |
| ---------------- | ------------------ | ------------------ | ------------------------- | ---------------------------- | --------------------- | ---------------------- |
| 1                | Danny van Poppel   | Danny van Poppel   | Ibai Salas Zorrozua       | Danny van Poppel             | Ibai Salas Zorrozua   | Team Sky               |
| 2                | Alejandro Valverde | Alejandro Valverde | Garikoitz Bravo           | Merhawi Kudus                | Mathias Van Gompel    | Astana                 |
| 3                | BMC Racing         | Alejandro Valverde | Garikoitz Bravo           | Merhawi Kudus                | Mathias Van Gompel    | Astana                 |
| 4                | Alejandro Valverde | Alejandro Valverde | Preben Van Hecke          | Kilian Frankiny              | Ibai Salas Zorrozua   | Astana                 |
| 5                | Jürgen Roelandts   | Alejandro Valverde | Preben Van Hecke          | Kilian Frankiny              | Thomas Sprengers      | Astana                 |
| Classement final | Classement final   | Alejandro Valverde | Preben Van Hecke          | Kilian Frankiny              | Thomas Sprengers      | Astana                 |